# Epolets (альбом)
«Epolets» (укр. Еполети) — це дебютний студійний альбом українського рок-гурту Epolets. Він вийшов 21 березня 2013 на лейблі Moon Records. Запис відбувався на студії Edrecords у Одесі.

## Про альбом
Перед виходом альбому гурт презентував три сингли у 2012 році: «Thank You» 15 червня, «Fakebook» 16 вересня та «Give It Away» разом з музичним відеокліпом, яке стало першим для гурту, 10 грудня. На композицію «Thank You» теж планувалося музичне відео, навіть був випущений тизер майбутнього кліпу, але все ж він так і не вийшов.
Альбом вийшов у світ 21 березня 2013, команда анонсувала його на сторінках у своїх соціальних мережах та виклала його для вільного цифрового завантаження на своєму сайті. Композиції «Rob My Head» та акустична версія «Give It Away» були присутні на першому міні-альбомі гурту «Bravery».

## Список композицій
Автор слів Павло Варениця, автор музики Павло Варениця. 
| Стандартне видання        | Стандартне видання  | Стандартне видання |
| #                         | Назва               | Тривалість         |
| ------------------------- | ------------------- | ------------------ |
| 1.                        | «Rob My Head»       | 3:23               |
| 2.                        | «Cold Kiss»         | 3:06               |
| 3.                        | «В твоїх очах»      | 3:20               |
| 4.                        | «Be Mine»           | 3:57               |
| 5.                        | «Нарисуй»           | 3:04               |
| 6.                        | «Друг (Інше життя)» | 5:00               |
| 7.                        | «Радио»             | 3:36               |
| 8.                        | «Ревность»          | 3:53               |
| 9.                        | «Забули хто ми є»   | 2:49               |
| 10.                       | «Шаг за шагом»      | 3:45               |
| 11.                       | «Fakebook»          | 4:33               |
| 12.                       | «I Just Wanna Hate» | 3:33               |
| 13.                       | «FRUK!»             | 3:12               |
| Загальна тривалість 47:10 |                     |                    |

| Бонус                     | Бонус          | Бонус      |
| #                         | Назва          | Тривалість |
| ------------------------- | -------------- | ---------- |
| 14.                       | «Give It Away» | 4:00       |
| Загальна тривалість 51:10 |                |            |

## Тематика пісень
В одному з інтерв'ю фронтмен гурту, Павло Варениця розповів про що саме деякі композиції з альбому.
- Друг (Інше життя)

Пісня була написана коли ми поверталися додому з Івано-Франківська та Тернополя, коли їздили туди на новорічні свята. Я дуже люблю Західну Україну, і в черговий раз під хорошим враженням і в хорошому настрої в поїзді її і написав. Це пісня про те, яку важливу роль в житті кожної людини відіграє справжній друг, який завжди допоможе і підтримає, з яким ти можеш хоч гори рухати!
- Ревность

У цій пісні дуже доступний текст, і там мало підводних каменів, так би мовити. Весь текст говорить сам за себе.
- Just Wanna Hate

Це пісня про почуття хлопця до дівчини, він начебто ще з нею, але вона його дуже вже втомила і в один певний момент у нього з'їжджає «планка» і він все їй висловлює.
- FRUK!

Це жартівлива пісня про те, що в кожному з нас з самого дитинства живе дух рок-н-рола, і якщо ми його придушуємо, то він, такий собі чортеня, буде всіляко направляти тебе на шлях істинний.

## Учасники запису
У записі альбому взяли участь (взято з офіційного буклету альбому):

### Epolets
- Павло Варениця — вокал, клавішні, аранжування
- Андрій Головерда — гітара, беквокал, аранжування
- Олександр Решетар — бас-гітара, беквокал, аранжування
- Стас Вінарський — ударні (треки 2-8, 10-12 та 14), аранжування
- Ігор Смирнов — ударні (треки 1, 9 та 13), аранжування

### Інші учасники
- Едуард Биковець — зведення